# Lakeport (Texas)
Lakeport es una ciudad ubicada en el condado de Gregg en el estado estadounidense de Texas. En el Censo de 2010 tenía una población de 974 habitantes y una densidad poblacional de 236,67 personas por km².

## Geografía
Lakeport se encuentra ubicada en las coordenadas 32°24′18″N 94°42′37″O / 32.40500, -94.71028. Según la Oficina del Censo de los Estados Unidos, Lakeport tiene una superficie total de 4.12 km², de la cual 4.12 km² corresponden a tierra firme y (0%) 0 km² es agua.

## Demografía
Según el censo de 2010, había 974 personas residiendo en Lakeport. La densidad de población era de 236,67 hab./km². De los 974 habitantes, Lakeport estaba compuesto por el 37.06% blancos, el 53.18% eran afroamericanos, el 0.41% eran amerindios, el 1.03% eran asiáticos, el 0% eran isleños del Pacífico, el 6.16% eran de otras razas y el 2.16% pertenecían a dos o más razas. Del total de la población el 13.86% eran hispanos o latinos de cualquier raza.